# Storsjön
Artiklar om andra sjöar som heter Storsjön hittas på Storsjön (olika betydelser).
Storsjön (IPA: /ˈstuːˌʂœn/ ) är en insjö i centrala Jämtland med en area på 458 kvadratkilometer. Den ligger i Indalsälvens vattensystem och är till ytan Sveriges femte största sjö. Storsjön är även landets fjärde största regleringsmagasin med en reglerbar volym på 1,25 kubikkilometer, samt den största sjön inom ett enda län. Enligt vattendom får nivån variera mellan 290,50 och 293,25 m ö.h. Medelvattenföring är 246 kubikmeter/sek och volymen 8,0 kubikkilometer. Volymen motsvarar en tappning över året på 17,3 meter vilket är detsamma som Storsjöns medeldjup. Omsättningshastigheten därmed brukligt beskrivet som en gång per år. Det kan jämföras med Vätterns med en gång på 60 år varför Storsjön kan betraktas som relativt okänslig för föroreningar.
Storsjön ligger i ett med norrländska mått tätbefolkat område som kallas för Storsjöbygden, en kulturbygd som också är bördig för jordbruk. Trots detta är sjön mycket näringsfattig och den har även klarat sig bra från föroreningar, och vattnet är således klart och ganska rent. Den kalkrika jordmånen ger även sjön ett naturligt försvar mot försurning. Sjön grenar sig i flera långsträckta och breda vikar som Myrviken, Bergsviken, Brunfloviken och så vidare. Storsjön har också många olika sund som Östersundet, Vallsundet, Sannsundet och Rödösundet.
Storsjöbygden och Storsjön beskrivs ibland som en oas i vildmarken, omgiven av höga fjäll i väster och stora skogsområden i öster. Enligt sägnen lever det mytomspunna Storsjöodjuret i sjön.
Båttrafiken på Storsjön är utbredd och sjön används även i stor omfattning till rekreation och fiske, såväl på vintern som på sommaren. Som en av de största sjöarna i Sverige är det fritt att fiska med handredskap. Med handredskap menas spö, pilk eller liknande redskap som är utrustat med lina och högst 10 krokar. Dessutom gäller att ”fiskemetoden som sådan inte får förutsätta användning av båt”. 
Storsjön är en av fyra svenska sjöar som har allmänt vatten.

## Namn

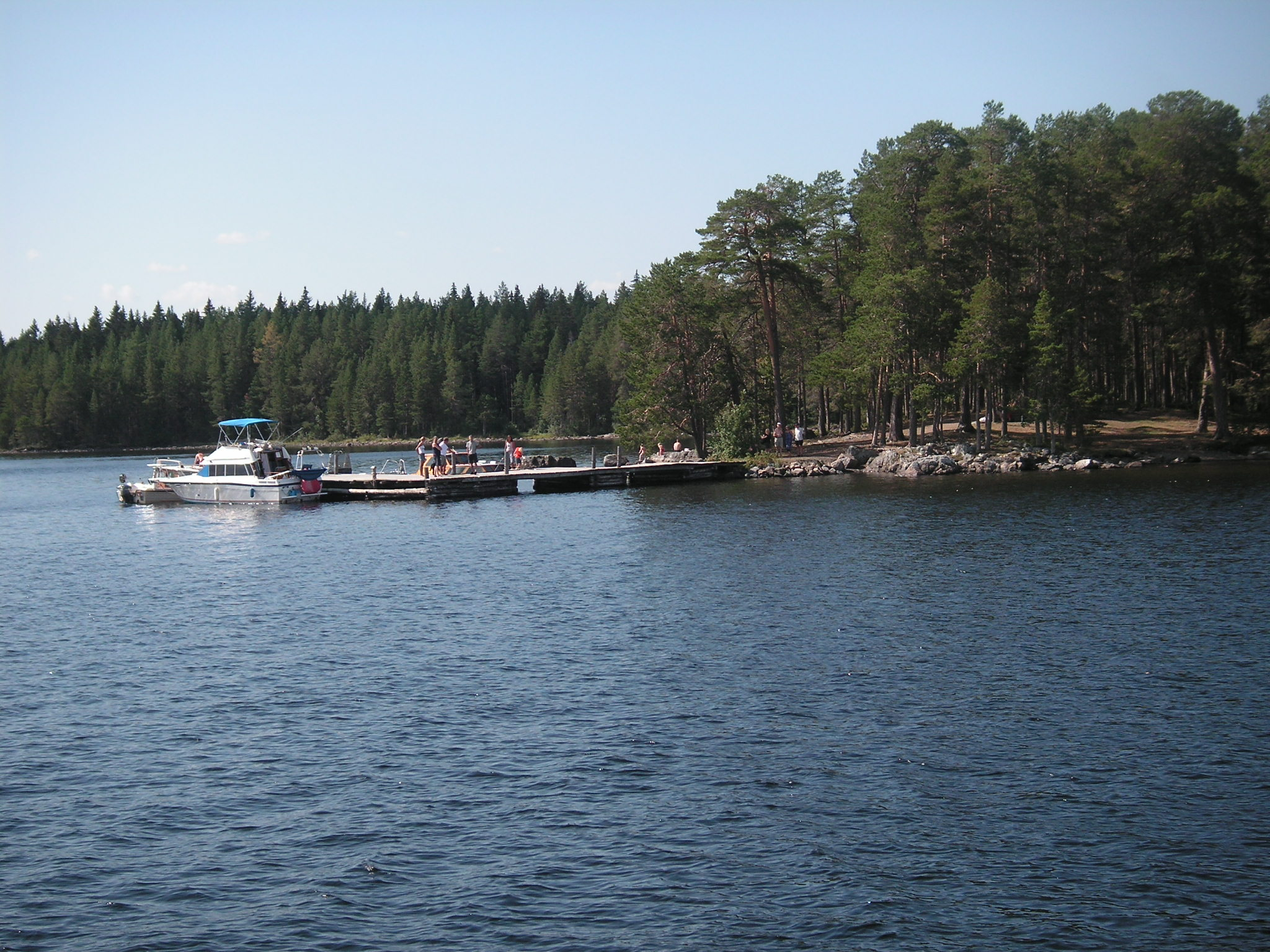
Storsjön och Andersöns brygga

Namnet Storsjön betyder "den stora sjön". Många öar och bygder runt Storsjön har sakrala namn, även om några som till exempel Andersön (Ondursöy, alltså Skadesö) har förvanskats och Frösön (Frejs ö) och Odensala. Storsjöns namn förefaller livlöst i jämförelse med alla genuina ort- och sjönamn i dess närhet. Därför har namnet tolkats som ett kristet ersättningsnamn för ett äldre, okänt, fornnordiskt namn. En del av Storsjön bär namnet Åssjön och detta namn skulle enligt vissa vara det som ersattes. Förleden Ås- härleds då från det norröna áss med omstridd betydelse, vanligtvis gud, vilket skulle ge "Åssjön" betydelsen (asa)gudarnas heliga sjö.
Sjöns stora öppna parti kallas Flaket och begränsas av, från norr medurs, Rödön, Frösön, Andersön, Norderön, Verkön, Utöarna, Hammarnäset. De enda större öarna är Åsön, ett före detta övningsmål för F4-flottiljen på Frösön, samt Gåjeholmen. Den södra delen av Storsjön kallas för Södra Storsjöflaket.

## Historia
Avlagringar i Storsjöns och dess närområdes berggrund är bland annat kalksten, svart alunskiffer och lerskiffer. Enligt vissa forskare härrör dessa från ett runt 500 miljoner år gammalt tropiskt hav. Ytterligare stöd för denna tes är de rester av ett korallrev som hittats utanför Andersön.
Storsjön bildades då den senaste inlandsisen började avsmälta från väster för drygt 9 000 år sedan. Ett flertal olika isjöar uppstod som allt eftersom förenades till en enda stor issjö, den Centraljämtska issjön. Smältvattnet utgjorde ett mindre innanhav som var uppdämt av en barriär av is i öst och av fjällvärlden i väst. Allt eftersom inlandsisen avsmälte sänktes sjön. Vissa nivåer har över en längre tid varit så stabila att det skapats fortfarande skönjbara lämningar av strandlinjer. När den geologiska avrinningsnivån nåtts vid Indalsälvens åmun så fick Storsjön sin nuvarande utbredning och form.

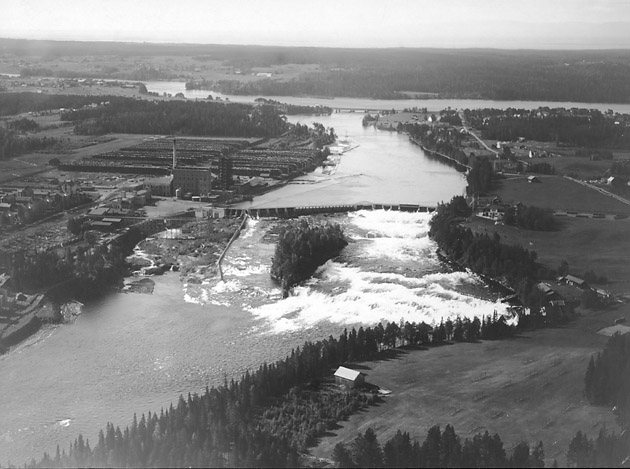
Hissmoforsen 1929

Storsjöns enda utlopp är Hissmoforsen och vattnets kraft utnyttjades här redan i början av 1700-talet av kvarnar och sågverk, och 1889 började Hissmofors AB producera elektricitet här. För att bättre kunna utnyttja sjöns vatten anlades i slutet av 1930-talet en gemensam regleringsdamm och kraftverksdamm vid forsen.

## Geografi

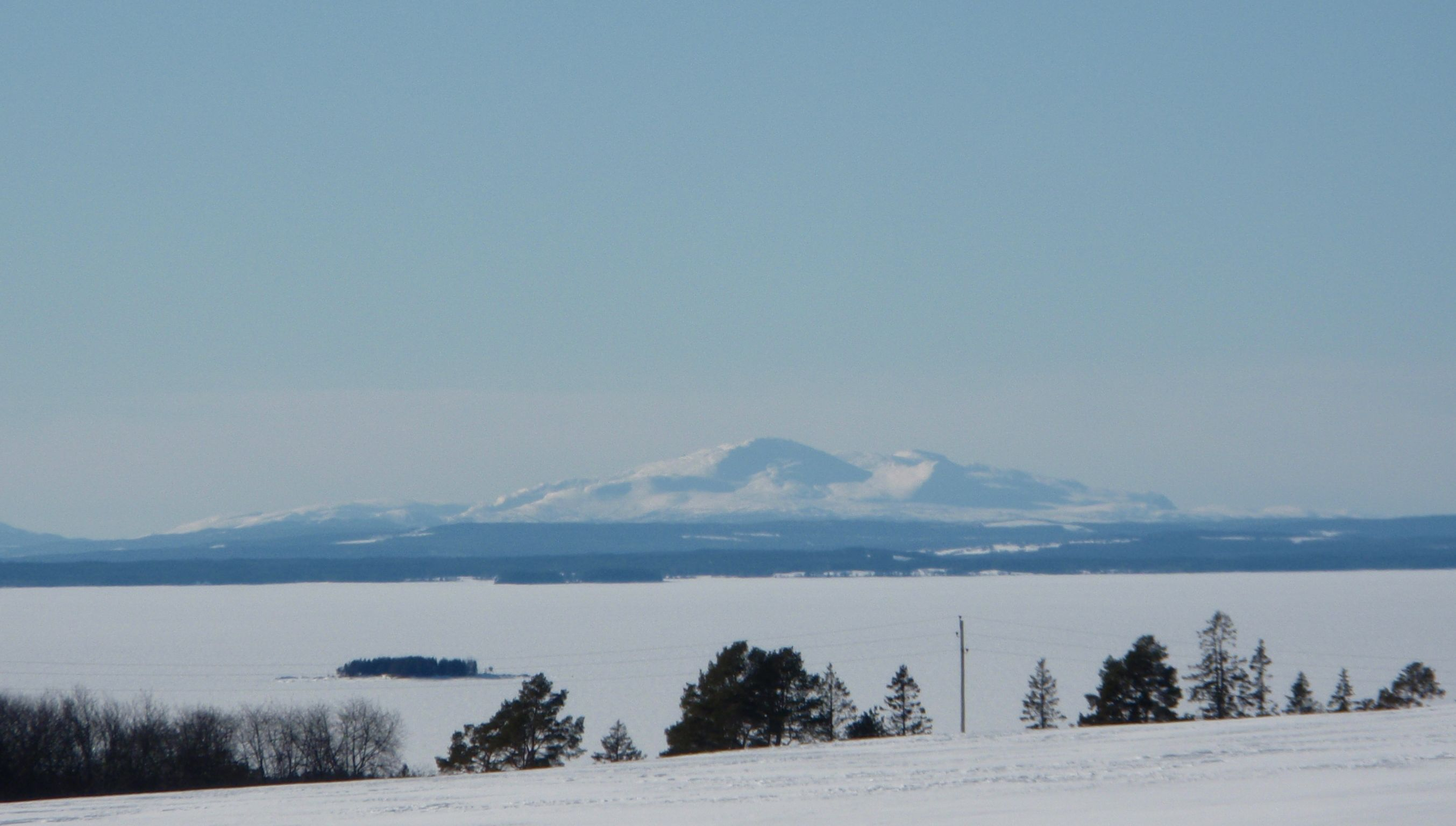
Storsjön med Åreskutan i bakgrunden.

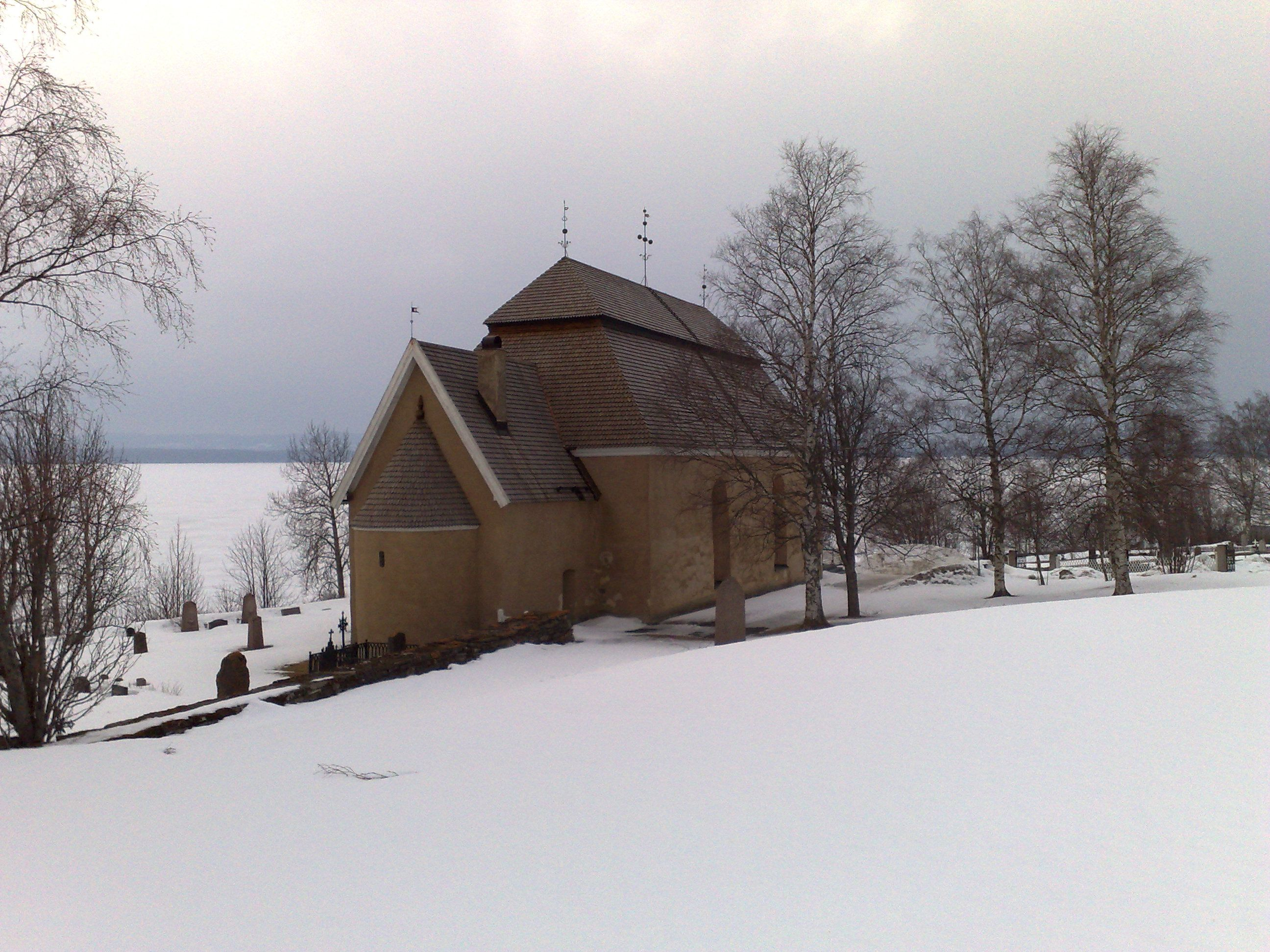
Hackås kyrka ligger vid Storsjön.

Storsjön har en area på 458 kvadratkilometer. Största officiella djup är 74 meter, och medeldjupet är 17,3 meter, det största inofficiella djupet är 92 meter uppmätt av en dykare. Vid sjömätningar utförda 2010-2015 inför nytt sjökort uppmättes största djup 87 m på flaket och 76 m i Brunfloviken samt 59 m i Berg. Sjöns normalvattenstånd är 292,31 meter över havet och varierar 2,75 meter enligt vattendomen från 1947. Avrinningsområdet är 12 064 kvadratkilometer och omfattar stora delar av Jämtlands fjällvärld från Sösjöfjällen i norr till Sylarna i söder. En del vatten kommer även från Norge. Medelvattenavföringen (det som rinner ur sjön) är 246 kubikmeter per sekund.
Bottentopografin i Storsjön är mycket kuperad med toppar och sänkor. Vissa branter ska ha en lutning på uppemot 75 grader. Det är dybotten i praktiskt taget hela sjön. På många håll är sjön grund och stenig.
Storsjöns klimat är mycket varmare än andra sjöars (utanför Skandinavien) på samma breddgrad, som har en nästan subarktisk miljö. Det är två faktorer som reducerar såväl värmen som kylan i Storsjön, dels är det det korta avståndet (15 mil) till Norska havet och dels är det den varma Golfströmmen. Temperaturen i sjön varierar, på sommaren är medeltemperaturen mellan plus 12 och plus 18°C, i juli normalt plus 15 °C, vid ytan, och plus 4–6 °C vid botten. På vintern täcks sjön av ett tjockt lager is, men medeltemperaturen vid botten är fortsatt runt 4 °C. Stundom kan vindarna blåsa friskt över Storsjön, detta var länge ett problem för framför allt den gamla Vallsundsfärjan.

## Fauna
Storsjön är en art- och fiskrik sjö. Det finns nära 20 olika fiskarter i sjön där de vanligaste är öring (kallad Storsjööring, Jämtlands landskapsfisk), röding, gädda, abborre, harr, sik (fem olika arter), mört och lake. Även elritsa, ål och simpa finns i Storsjön. Vissa fiskarter förekommer numera även i sjön som ett resultat av mänsklig aktivitet. Pungräkan etablerade sig i sjön i början på 1970-talet efter utplantering högre upp i Indalsälven som fisknäringsdjur i reglerade fjällsjöar. Därefter har fiskfaunan i Storsjön successivt utökats med kanadaröding (från 1962) och nors. Spekulationer kring utplanterade malar finns, baserad på en gammal sägen, men något stöd till dessa spekulationer finns inte.

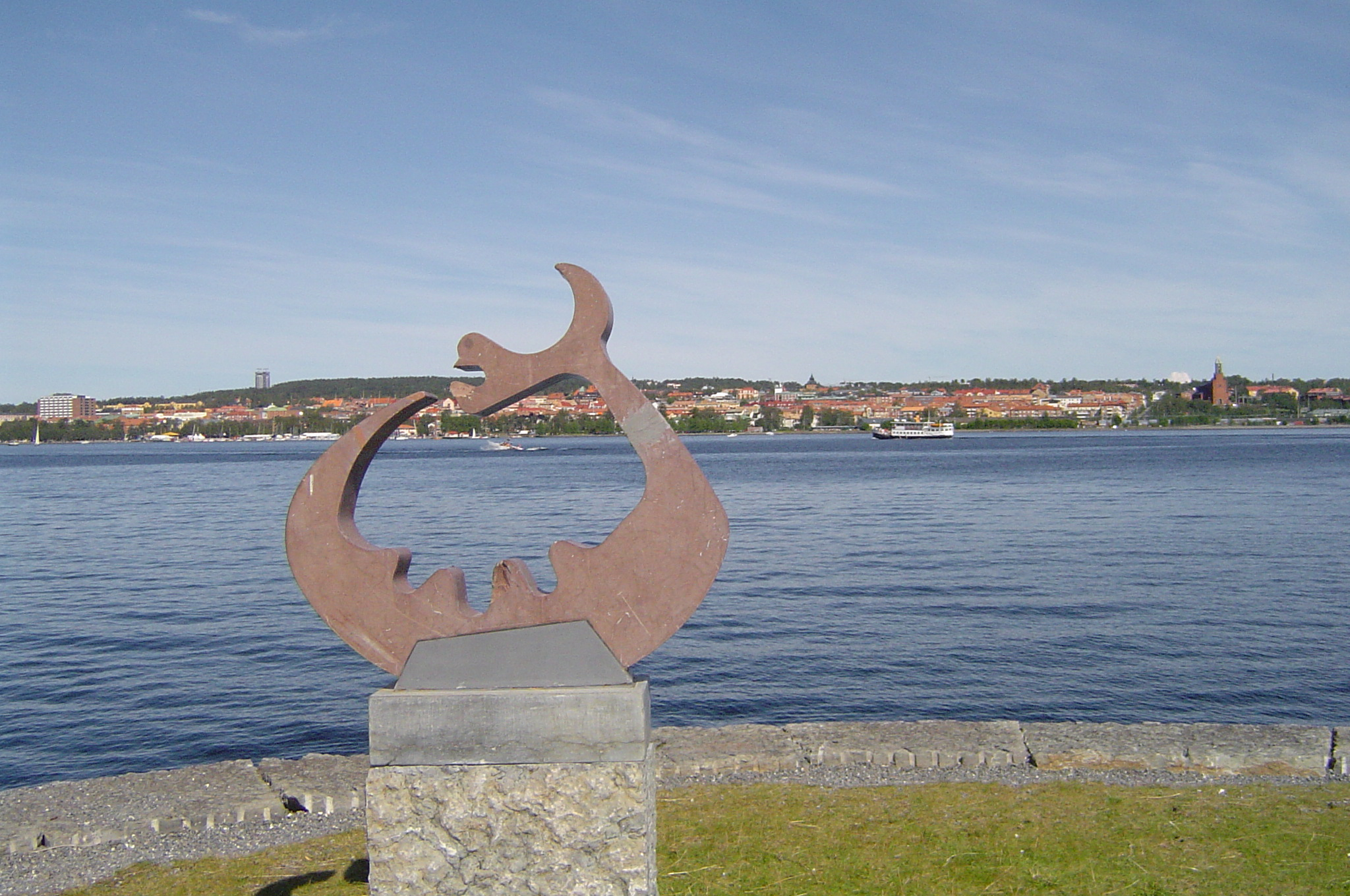
Storsjöodjuret, Storsjön och Östersund i bakgrunden.

Två större vattenlevande däggdjur finns i Storsjön — bäver och utter. Fågellivet är dessutom mycket rikt.

### Storsjöodjuret
Det mest mytomspunna i Storsjöns fauna är utan tvekan Storsjöodjuret, som enligt folktro förekommer i sjön. Odjuret har förmodligen observerats sedan urminnes tid och har dokumenterats i skrift sedan år 1635. Talrika observationer av fenomenet har gjorts från 1800-talet och framåt, främst under sommaren och särskilt under rötmånaden, mestadels i södra och östra delen av sjön. Storsjöodjuret var fridlyst av Jämtlands länsstyrelse 1986 till 2006 då fridlysningen upphävdes. Inga bevis eller foton av hög kvalitet har dock presenterats, precis som i skotska Loch Ness, varför odjurets existens i allmänhet betraktas vara just en sägen.

## Fisk
Vid provfiske har följande fisk fångats i sjön:
- Abborre
- Bergsimpa
- Elritsa
- Gädda
- Harr
- Kanadaröding
- Lake
- Mört
- Nors
- Röding
- Sik
- Öring

## Kommunikationer

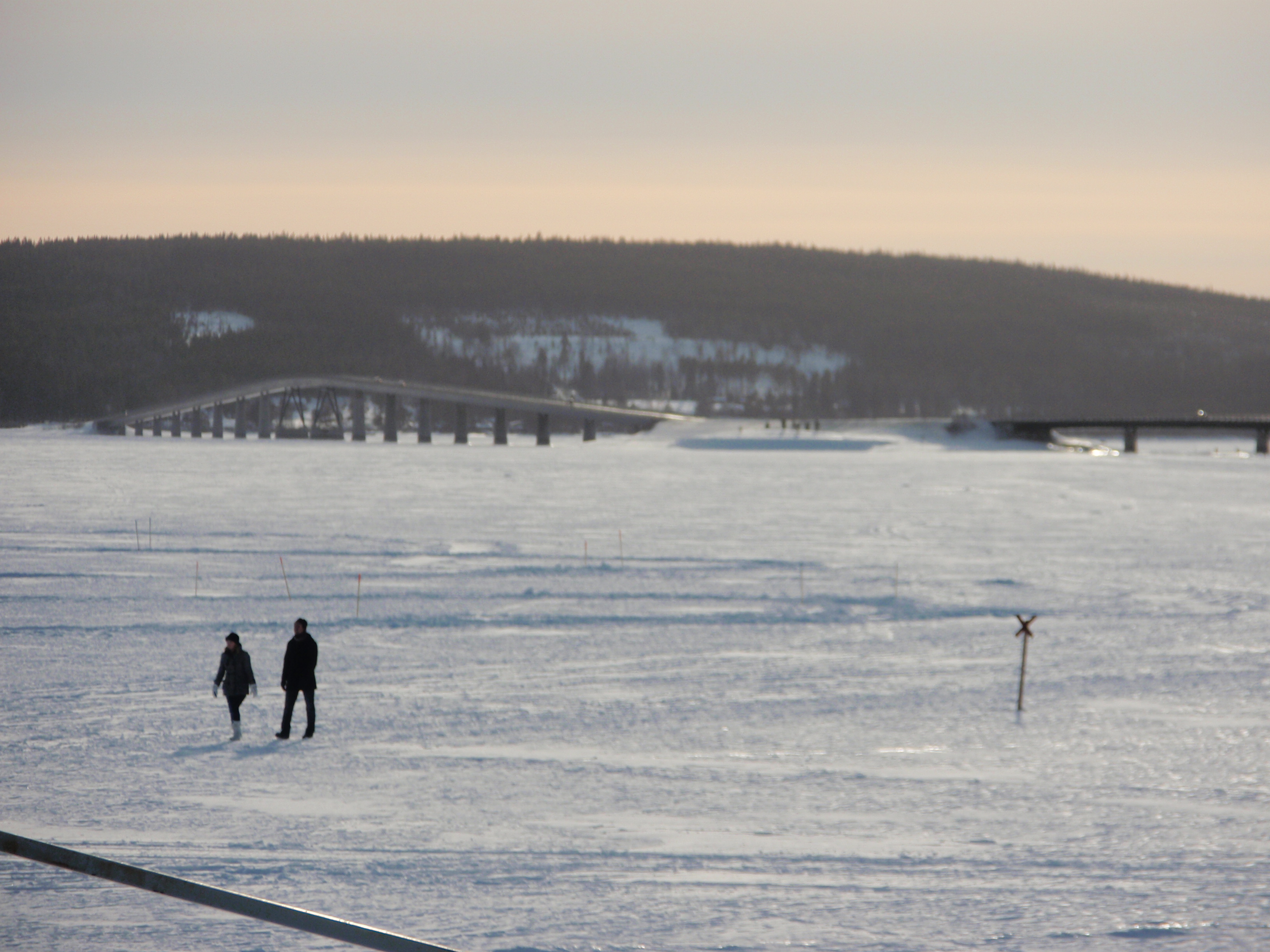
Vallsundsbron. Innan bron byggdes fanns här en isväg som gick från Annersia hela vägen till Badhusparken i Östersund.

Frösön är Jämtlands fornhistoriska hjärta och kommunikationen över Storsjön har således varit stor genom tiderna. Lättast att korsa sjön har varit vintertid då isen var tjock. Gregoriemarknaden och Jamtamot hölls på vintern av delvis denna anledning.

### Broar
Åtskilliga broar förbinder landområden över Storsjön som till exempel Frösöbron (Östersund och Frösön), Vallsundsbron (Frösön och Annersia), Rödöbron (Frösön och Rödön) och Sannsundsbron (Hackås och Oviken. En bro till fastlandet över Östersundet fanns redan under vikingatiden på 1000-talet, vilket Frösöstenen vittnar om.

### Isvägar

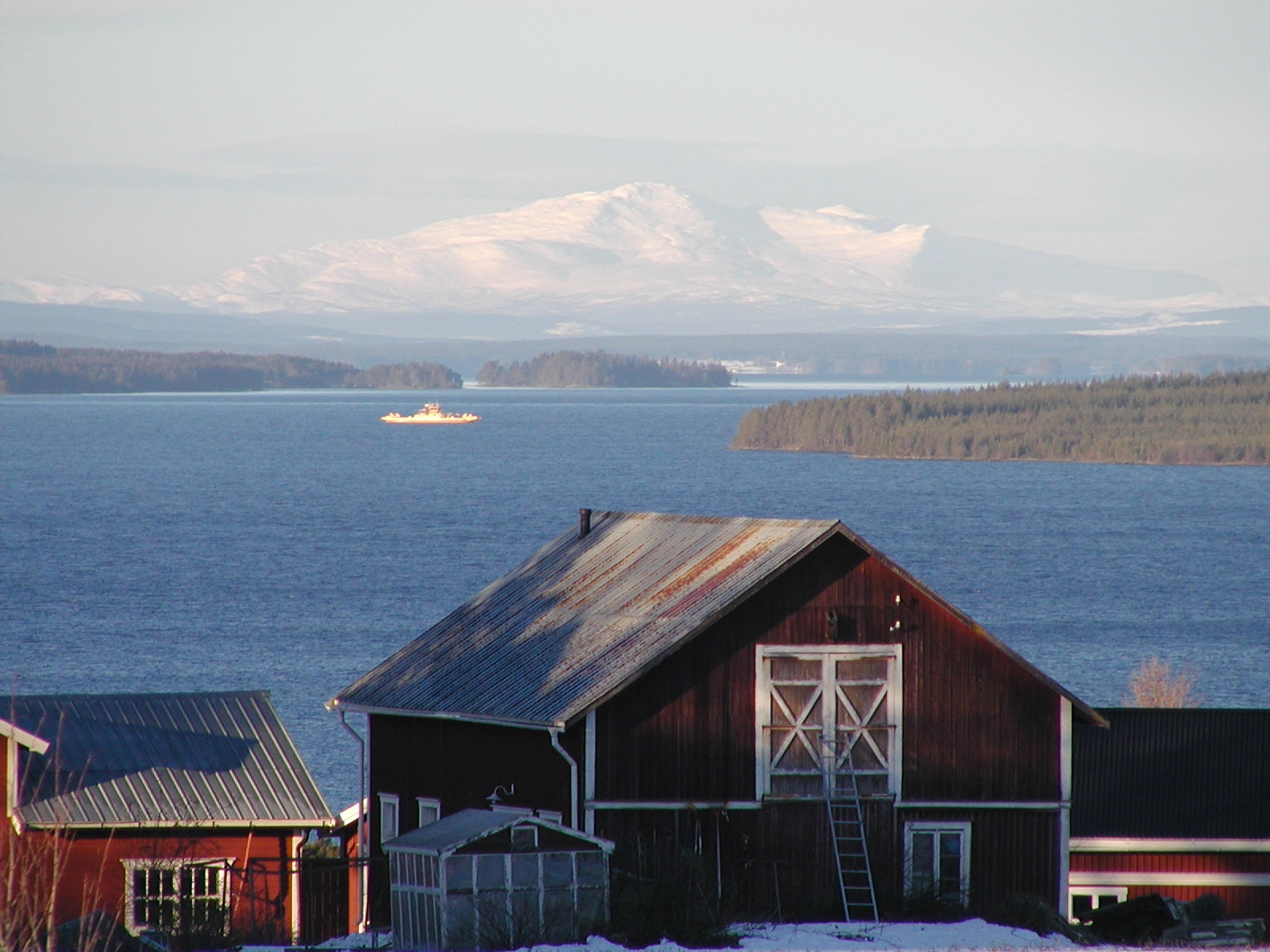
Färjan Skidbladner mellan Norderön och Håkansta sett från Orrviken, med Åreskutan i bakgrunden.

Storsjön är isbelagd större delen av vintern, vanligtvis från mitten/slutet av december till mitten/slutet av April. När isen är tillräckligt tjock (oftast mellan januari och mars) plogas 50 meter breda isvägar som förenar bygder och underlättar kommunikationen. Den metertjocka isen brukar bära fordon på upp till 2-4 ton. Förr hade vintervägarna den största betydelsen för framlänningarna, som befolkningen runt Storsjön tidigare kallades. För under vintern var transporter mycket lättare att företa sig. I början av 1900-talet markerades de då åtminstone 30 isvägarna med hjälp av ruskor och sköttes av den by som hade störst nytta av att använda vägen. Efter att isen lagt sig och kunde bära en vuxen karl prövade man isen genom att släppa en yxa med eggen uppåt. Höll isen var den gångbar, höll den när man slog med yxans "nacke" tre gånger med full kraft så höll den också för en häst. Isvägarna användes därefter i princip tills den första hästen föll igenom. Ju senare på våren desto lättare hästar användes, och speciella tekniker för att få upp den häst som fallit igenom fanns. Vägverket tog över skötseln 1937 och i takt med att fler broar byggts har isvägarna blivit mindre vanliga.

### Färjor
Trafikverket Färjerederiet underhåller numera endast två leder på Storsjön; Håkanstaleden mellan Norderön i Östersunds kommun och Marby i Åre kommun med färjan Skidbladner, samt Isöleden mellan Isön och Norderön, alla i Östersunds kommun, med färjorna Fröja och Hymer.

### Annan sjöfart
Storsjön har en lång ångbåtstradition. En plan angående en kommunikationsled från Bottenviken genom Storsjön till Norska havet fanns. Av detta blev emellertid intet av men ångbåtstrafiken tog kraftigt fart senare på 1870-talet. Än i dag trafikerar S/S Thomée och S/S Östersund Storsjön.
Regelbunden båttrafik har det funnits på Storsjön sedan 1750-talet. Förr var roddbåtar i olika storlekar mycket vanliga, de största var fyra- till sexmannaroddare.
Storsjön har goda förutsättningar för segling, då det blåser mycket på sjön. Kölbåtar, jollar som optimist och mirror, och sportbåtar som C55, är några exempel på segelbåtar som förekommer på Storsjön. Sjöns största båt är även en segelbåt, på 42 fot. 2005 anordnades världsmästerskapen i mirrorjolle på Storsjön med sju deltagande länder och 104 båtar. Sjön har även varit värd för europamästerskapen och de svenska mästerskapen.

## Storsjöbygden
Området som omger Storsjön kallas för Storsjöbygden. Detta är ett tättbefolkat och bördigt jordbrukslandskap med kalkrika jordar och en lång historia. Mer än hälften av den jämtländska befolkningen bor runt Storsjön. Flera av Jämtlands större tätorter såsom Östersund, Krokom, Ås, Svenstavik, Brunflo (sedan 2015 en del av tätorten Östersund) ligger intill Storsjön. Många byar och gårdar ligger tätt inpå varandra runt omkring sjön.

### Öar
I Storsjön finns många öar av olika storlek. De största är Frösön, Norderön, Andersön och Verkön. Frösön är den största (med sin yta på 41 kvadratkilometer är Frösön även Sveriges 27:e största ö) och vid det östra sundet från Frösön räknat ligger staden Östersund. Frösön har även en egen sjö, den fågelrika Ändsjön. Några mindre öar är Åsön, Skansholmen och Isön.